# Kabinett Andonis Samaras

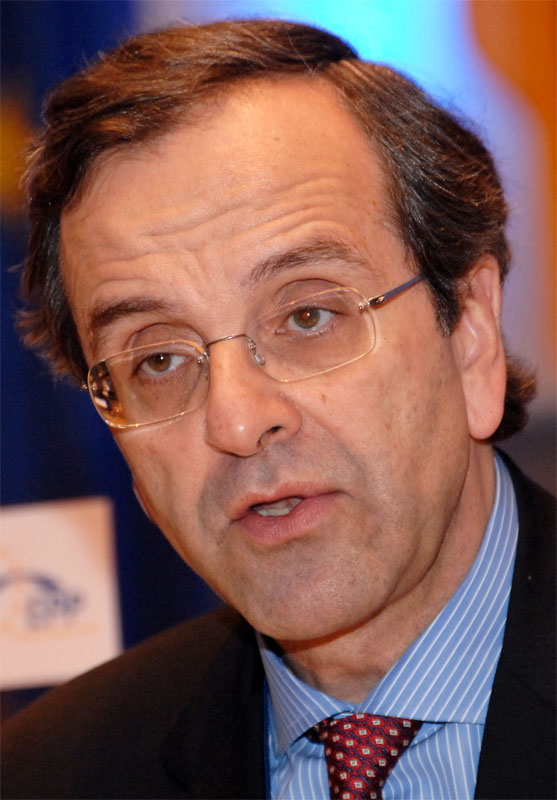
Andonis Samaras, 2012

Das Kabinett Samaras bildete vom 21. Juni 2012 bis 26. Januar 2015 unter Andonis Samaras von der Nea Dimokratia die Regierung Griechenlands. Es folgte nach der Parlamentswahl vom 17. Juni auf das Kabinett Pikrammenos, das nach den gescheiterten Versuchen nach der Wahl vom 6. Mai 2012, eine mehrheitsfähige Regierung zu bilden, als Übergangsregierung seit dem 17. Mai 2012 amtierte.

## Regierungszeit
Die Regierung wurde zunächst von einer Koalition der konservativen Nea Dimokratia (ND) mit der sozialdemokratischen PASOK und der linksdemokratischen DIMAR getragen, sie verfügte über eine deutliche Mehrheit von 179 der 300 Parlamentssitze. Dem Kabinett gehörten keine Politiker der beiden linken Parteien an.
Da der ursprünglich als Finanzminister berufene Vasilis Rapanos das Amt nach einem Schwächeanfall aus gesundheitlichen Gründen nicht antreten konnte, führte Giorgos Zanias von der Vorgängerregierung die Geschäfte bis zur Berufung von Giannis Stournaras am 5. Juli 2012.
Zu einer Kabinettsumbildung kam es im Juni 2013, weil die Nea Dimokratia ohne Absprache mit den Koalitionspartnern PASOK und DIMAR die Schließung der staatlichen Rundfunk- und Fernsehanstalt ERT beschlossen hatte. Am 21. Juni 2013 gab die Partei DIMAR von Fotis Kouvelis, die kleinste der drei griechischen Regierungsparteien, ihren Rückzug aus der Koalition bekannt. Die von DIMAR ins Kabinett entsandten Minister Manitakis und Roupakiotis erklärten ihren Rücktritt, nachdem die DIMAR aus der Koalition ausgeschieden war. Dadurch verfügte die neue Regierungskoalition aus Nea Dimokratia von Ministerpräsident Samaras und die Evangelos Venizelos geführte PASOK nur noch über eine Mehrheit von 153 der 300 Sitze im Parlament. Am 24. Juni 2013 einigten sich Samaras und Venizelos auf eine erneute Koalition. Venizelos wurde stellvertretender Ministerpräsident und Außenminister.
Eine weitere Kabinettsumbildung wurde am 10. Juni 2014 nach Stimmverlusten bei der Europawahl 2014 durchgeführt. Nachdem zum 1. November 2014 der bisherige Verteidigungsminister Dimitris Avramopoulos im Kabinett Juncker der Europäischen Kommission das Ressort des Kommissars für Migration, Inneres und Bürgerschaft übernahm, wurde Nikos Dendias sein Nachfolger. Dendias war zuvor schon „Minister für öffentliche Ordnung und Bürgerschutz“ und dann (seit 25. Juni 2013) 'Minister für Entwicklung und Wettbewerbsfähigkeit’ gewesen.

## Mitglieder des Kabinetts
| Ministerium<                                                                                             | Amtsinhaber                                | Griechische Schreibweise    | Partei                     |
| --- | ------------------------------------------ | --------------------------- | -------------------------- |
| Ministerpräsident                                                                                        | Andonis Samaras                            | Αντώνης Σαμαράς             | Nea Dimokratia             |
| Stellvertretender Ministerpräsident seit 25. Juni 2013                                                   | Evangelos Venizelos                        | Ευάγγελος Βενιζέλος         | PASOK                      |
| Außenminister                                                                                            | Dimitris Avramopoulos                      | Δημήτρης Αβραμόπουλος       | Nea Dimokratia             |
| Außenminister                                                                                            | Evangelos Venizelos seit 25. Juni 2013     | Ευάγγελος Βενιζέλος         | PASOK                      |
| Innenminister                                                                                            | Evripidis Stylianidis                      | Ευριπίδης Στυλιανίδης       | Nea Dimokratia             |
| Innenminister                                                                                            | Giannis Michelakis seit 25. Juni 2013      | Γιάννης Μιχελάκης           | Nea Dimokratia             |
| Innenminister                                                                                            | Argyris Dinopoulos seit 10. Juni 2014      | Αργύρης Ντινόπουλος         | Nea Dimokratia             |
| Wirtschaftsminister seit 5. Juli 2012                                                                    | Giannis Stournaras                         | Γιάννης Στουρνάρας          | Parteilos                  |
| Wirtschaftsminister seit 5. Juli 2012                                                                    | Gikas Chardouvelis seit 10. Juni 2014      | Γκίκας Χαρδούβελης          | Parteilos                  |
| Verteidigungsminister                                                                                    | Panagiotis Panagiotopoulos                 | Παναγιώτης Παναγιωτόπουλος  | Nea Dimokratia             |
| Verteidigungsminister                                                                                    | Dimitris Avramopoulos seit 25. Juni 2013   | Δημήτρης Αβραμόπουλος       | Nea Dimokratia             |
| Verteidigungsminister                                                                                    | Nikos Dendias seit 3. November 2014        | Νίκος Δένδιας               | Nea Dimokratia             |
| Minister für Handelsmarine und das Ägäische Meer                                                         | Kostis Mousouroulis                        | Κωστής Μουσουρούλη          | Nea Dimokratia             |
| Minister für Handelsmarine und das Ägäische Meer                                                         | Miltiadis Varvitsiotis seit 25. Juni 2013  | Μιλτιάδης Βαρβιτσιώτης      | Nea Dimokratia             |
| Justizminister                                                                                           | Andonis Roupakiotis                        | Αντώνης Ρουπακιώτης         | Parteilos, Vorschlag DIMAR |
| Justizminister                                                                                           | Charalambos Athanasiou seit 25. Juni 2013  | Χαράλαμπος Αθανασίου        | Nea Dimokratia             |
| Arbeitsminister                                                                                          | Giannis Vroutsis                           | Γιάννης Βρούτσης            | Nea Dimokratia             |
| Bildungs- und Kulturminister bis 25. Juni 2013                                                           | Konstantinos Arvanitopoulos                | Κωνσταντίνος Αρβανιτόπουλος | Nea Dimokratia             |
| Bildungsminister seit 25. Juni 2013                                                                      | Konstantinos Arvanitopoulos                | Κωνσταντίνος Αρβανιτόπουλος | Nea Dimokratia             |
| Bildungsminister seit 25. Juni 2013                                                                      | Andreas Loverdos seit 10. Juni 2014        | Ανδρέας Λοβέρδος            | PASOK                      |
| Kulturminister seit 25. Juni 2013                                                                        | Panagiotis Panagiotopoulos                 | Παναγιώτης Παναγιωτόπουλος  | Nea Dimokratia             |
| Kulturminister seit 25. Juni 2013                                                                        | Konstantinos Tasoulas seit 10. Juni 2014   | Κωνσταντίνος Τασούλας       | Nea Dimokratia             |
| Minister für Umwelt, Energie und Klimawandel                                                             | Evangelos Livieratos                       | Ευάγγελος Λιβιεράτος        | Parteilos, Vorschlag PASOK |
| Minister für Umwelt, Energie und Klimawandel                                                             | Giannis Maniatis seit 25. Juni 2013        | Γιάννης Μανιάτης            | PASOK                      |
| Minister für Entwicklung, Wettbewerbsfähigkeit, Infrastruktur, Transport und Netzwerke bis 25. Juni 2013 | Kostis Chatzidakis                         | Κωστής Χατζηδάκης           | Nea Dimokratia             |
| Minister für Entwicklung und Wettbewerbsfähigkeit seit 25. Juni 2013                                     | Kostis Chatzidakis                         | Κωστής Χατζηδάκης           | Nea Dimokratia             |
| Minister für Entwicklung und Wettbewerbsfähigkeit seit 25. Juni 2013                                     | Nikos Dendias seit 10. Juni 2014           | Νίκος Δένδιας               | Nea Dimokratia             |
| Minister für Entwicklung und Wettbewerbsfähigkeit seit 25. Juni 2013                                     | Konstandinos Skrekas seit 3. November 2014 | Κώστας Σκρέκας              | Nea Dimokratia             |
| Minister für Infrastruktur, Transport und Netzwerke seit 25. Juni 2013                                   | Michalis Chrysochoidis                     | Μιχάλης Χρυσοχοϊδης         | PASOK                      |
| Gesundheitsminister                                                                                      | Andreas Lykourentzos                       | Ανδρέας Λυκουρέντζος        | Nea Dimokratia             |
| Gesundheitsminister                                                                                      | Adonis Georgiadis seit 25. Juni 2013       | Άδωνις Γεωργιάδης           | Nea Dimokratia             |
| Gesundheitsminister                                                                                      | Makis Voridis seit 10. Juni 2014           | Μάκης Μαυρουδής Βορίδης     | Nea Dimokratia             |
| Minister für ländliche Entwicklung und Ernährung                                                         | Athanasios Tsaftsaris                      | Αθανάσιος Τσαυτάρης         | Parteilos, Vorschlag PASOK |
| Minister für ländliche Entwicklung und Ernährung                                                         | Giorgos Karasmanis seit 10. Juni 2014      | Γιώργος Καρασμάνης          | Nea Dimokratia             |
| Tourismusministerin                                                                                      | Olga Kefalogianni                          | Όλγα Κεφαλογιάννη           | Nea Dimokratia             |
| Minister für Makedonien und Thrakien                                                                     | Theodoros Karaoglou                        | Θεόδωρος Καράογλου          | Nea Dimokratia             |
| Minister für Makedonien und Thrakien                                                                     | Georgios Orfanos seit 10. Juni 2014        | Γεώργιος Ορφανός            | Nea Dimokratia             |
| Minister für Verwaltungsreform und E-Government                                                          | Andonis Manitakis                          | Αντώνης Μανιτάκης           | Parteilos, Vorschlag DIMAR |
| Minister für Verwaltungsreform und E-Government                                                          | Kyriakos Mitsotakis seit 25. Juni 2013     | Κυριάκος Μητσοτάκης         | Nea Dimokratia             |
| Minister für öffentliche Ordnung und Bürgerschutz                                                        | Nikos Dendias                              | Νίκος Δένδιας               | Nea Dimokratia             |
| Minister für öffentliche Ordnung und Bürgerschutz                                                        | Vasilis Kikilias seit 10. Juni 2014        | Βασίλης Κικίλιας            | Nea Dimokratia             |
| Staatsminister                                                                                           | Dimitris Stamatis                          | Δημήτρης Σταμάτης           | Nea Dimokratia             |

## Abfolge
Samaras verkündete am 8. Dezember 2014 eine vorgezogene Präsidentschaftswahl, obwohl seine Koalitionsregierung nicht über die erforderlichen Mehrheiten verfügte. Sein Kandidat Stavros Dimas scheiterte in drei Wahlgängen. Nach der Verfassung kam es zur Auflösung des Parlaments und zur vorgezogenen Parlamentswahl am 25. Januar 2015, aus der die oppositionelle, linksradikale Partei SYRIZA von Alexis Tsipras als stärkste Partei hervorging. Am folgenden Tag wurde Tsipras als Ministerpräsident vereidigt.
So wurde das Kabinett Samaras am 27. Januar 2015 vom Kabinett Tsipras abgelöst.